# Rei dos Reis
Rei dos Reis ou Rei de Reis (em persa médio: šāhān šāh, em latim: Rex Regum ou Rex autem regibus; em grego:  Βασιλιά των βασιλιάδων; em persa: شاهنشاه, Šâhanšâh ou Shahanshah, xainxá) é uma posição monárquica soberana (de chefe-de-estado que ocupa um sólio) que foi utilizado ao longo da história por diversas monarquias e por um império, o Otomano. Teve sua origem no antigo Oriente Médio, antes mesmo de Roma. Quem era rei dos reis, tinha a importância política igual à do título nobiliárquico de imperador, surgido posteriormente em Roma, na antiguidade clássica. Seu adjetivo é o real, ainda que rei e rei dos reis, não sejam a mesma coisa; e seu adjetivo jamais foi o imperial, que é o adjetivo exclusivo de um imperador. Ser rei dos reis, era tido como ser superior politicamente a um rei, igual ao que é um imperador.
O rei dos reis, mais famoso da história, foi Nabucodonosor II (r. 605–562 a.C.) da Babilônia.

## História
O primeiro monarca que se tem conhecimento a ter um trono real de "rei dos reis" (em acadiano: šar šarrāni) foi Tuculti-Ninurta I, da Assíria, no século XIII a.C., que inventou a posição monárquica soberana de rei dos reis, assim como Diocleciano, inventou a posição monárquica soberana de imperador, em Roma, mais ou menos 1 milênio depois. Tuculti-Ninurta I, era rei e quis ser rei dos reis, por motivos culturais. A posição era utilizada então de maneira literal, já que šar ou mlk era a posição política dada a um rei de uma cidade-estado, e com a formação dos primeiros países que tinham como soberano um rei dos reis, no fim da Idade do Bronze Tardia, os soberanos assírios se instauraram como monarcas, governando as estruturas já existentes dos soberanos (reis) destas cidades-estados. Daí um rei dos reis, ser tido na antiguidade como superior a um rei em honra política.
Ser em persa um 'rei dos reis' era xainxá (shahenshah; AFI: [ˈʃɑːənˈʃɑː]), "xá dos xás", e esteve associado especialmente com Aquemênidas, referindo-se ao monarca que era "soberano" dos que estavam numa posição de vassalagem, tributários ou protetorados.

## Uso do termo na Bíblia Sagrada
O título é mencionado na Bíblia hebraica como מלך מלכיא, e é utilizado para se referir a Nabucodonosor II e Artaxerxes I. Em Daniel 2:37, o profeta Daniel interpreta o sonho de Nabucodonosor II: "Tu, ó rei, és rei de reis; a quem o Deus do céu tem dado o reino, o poder, a força, e a glória."
No cristianismo, "rei dos reis" (em grego:  βασιλευς των βασιλευοντων) é um dos títulos de Jesus, citado em I Timóteo 6:15 e Apocalipse 17:14 e novamente em Apocalipse 19:16.

## Uso na idade contemporânea
Os "imperadores da Etiópia" ocupavam um trono real de "rei dos reis" (nəgusä nägäst), e não um imperial de imperador.